# Park Wansuh
Pour les articles homonymes, voir Park.
Park Wansuh, Pak Wan-seo, Pak Wanso ou Pak Wansŏ (en coréen : 박완서) (20 octobre 1931 à Gapyeong en Corée - 22 janvier 2011) est une auteure sud-coréenne. 

## Biographie
Pak Wan-seo est née en 1931 à Gapyeong, dans la province de Gyeonggi, actuellement située en Corée du Nord. Elle intègre la prestigieuse université nationale de Séoul, mais quitte assez rapidement l'université en raison de la Guerre de Corée (1950-1953) et la mort de son frère. Durant la guerre, elle se retrouve séparée de sa mère et de son frère aîné par l'armée nord-coréenne, qui les ont déportés en Corée du Nord. Elle vit dans le village de Achui, à Guri en dehors de Séoul, jusqu'à sa mort. Elle décède d'un cancer le 22 janvier 2011.

## Œuvre
Park publie son premier récit en 1970 avec L'Arbre nu (en) (Namok) à l'âge de 40 ans. Elle écrit alors à un rythme élevé : en 2007 elle a écrit une quinzaine de romans et dix recueils de nouvelles. Son travail est « vénéré » en Corée du Sud. Ses récits se concentrent sur la famille et sur la critique cinglante des classes moyennes. La couveuse qui rêve (Kkum-kkuneun inkyube-iteo) est un bon exemple de cette caractéristique puisqu'elle met en scène une femme subissant plusieurs avortements avant d'arriver enfin à donner naissance à un garçon. Ses récits les plus connus en Corée sont L'année stérile des villes (Dosi-ui hyung-nyeon), Après-midi chancelante (Hwicheong-georineun ohu), Cet hiver était vraiment doux (Geuhae gyeo-ureun ttatteut-haenne), Est-il toujours en train de rêver ? (Geudae ajikdo kkumkkugo inneunga), Hors les murs (Geu manteon singaneun nuga ta mogeosseulkka?) et Souvenir d'une montagne (Geu sani jeongmal geogi isseosseulkka). Hors les murs fut un immense succès en librairie, depassant le million d'exemplaires vendus. 
Les thèmes peuvent être divisés en trois groupes. Le premier traite de la guerre de Corée et de ses séquelles ; beaucoup de ces récits reflètent ses propres expériences. Les années durant lesquelles elle doit renoncer à l'université pendant la guerre sont notamment la trame de fond de L'Arbre nu (Namok). Des récits comme Cet hiver était vraiment doux mettent en scène également les déchirements familiaux à la suite de la guerre de Corée, notamment avec l'image de la mère qui perd son époux et son fils à cause de la guerre. Ces déchirements sont en réalité au centre de ce que l'on pourrait nommer le "cycle familial" de Pak Wan-seo en référence au cycle indochinois dans l'œuvre de Marguerite Duras. Comme l'écrivaine française, à travers une série d'œuvres autofictionnelles, Pak Wan-seo réécrit de manière presque obsessionnelle des variations autours mêmes thèmes : la mère veuve et solitaire, dure, qui souhaite que sa fille soit indépendante, le frère veule et qui meurt jeune de manière tragique, la souffrance d'être une jeune femme dans le contexte colonial puis en temps de guerre. Pak Wan-seo n'aura de cesse de réécrire ses "mémoires", des novellas de son premier roman L'Arbre nu (1970), en passant par les novellas de Les Piquets de ma mère (1982), Hors les murs (1992) et Souvenir d'une montagne (1995).
Dans un deuxième temps, les récits visent le matérialisme et l'hypocrisie des classes moyennes coréennes. Les appartements de même taille, les meubles, les décorations unifiées, Park dépeint le nouveau matérialisme des classes moyennes avec un regard aigu, notamment dans son récit Chambres qui se ressemblent (Dalmeun bangdeul, 1974).
Un troisième thème apparaît dans les années 1980, où elle traite des problèmes auxquels sont confrontés les femmes dans une société patriarcale. On retrouve notamment le récit où elle met en scène une femme forcée à avorter avant de mettre au monde un fils, La couveuse qui rêve (Kkum-kkuneun inkyube-iteo).

## Œuvres traduites en français
- La Plainte du ver de terre (지렁이의 울음소리), 1978, (BNF 39429451).
- Les Piquets de ma mère (엄마의 말뚝), 1982 :
  - Le Piquet de ma mère, traduction par Kang Gobae et Hélène Lebrun, Actes Sud, 1993, 124 pages,  (ISBN 2-7427-0034-X)
  - Les Piquets de ma mère, traduction par Patrick Maurus et Mun Shi-yeun, Actes Sud, 2005, 198 pages,  (ISBN 978-2742758920).
- Trois jours en automne (그 가을의 사흘동안), traduction Benjamin Joinau et Lee Jeong-soon, nouvelle parue dans le recueil Cocktail Sugar et autres nouvelles de Corée, Zulma, 2011  (ISBN 978-2843045691). Publiée en volume par Atelier des Cahiers, 2011, réédition poche 2016  (ISBN 9791091555272).
- Hors les murs (그 많던 싱아는 누가 다 먹었을까?), traduction Hélène Lebrun, Atelier des Cahiers, 2012, 2016, 2020  (ISBN 9791091555654) Prix de la traduction Daesan 2014.
- L'Arbre nu (나목), traduction Song Seora, Aurélien Laroulandie, Simon Kim, Atelier des Cahiers, 2024  (ISBN 9791091555531)

## Récompenses
- Prix Yi Sang en 1981 pour 엄마의 말뚝 Les piquets de ma mère[1]
- Prix de littérature contemporaine (Hyundae Munhak) en 1993 pour 꿈꾸는 이큐베이터 La couveuse qui rêve
- Prix Dong-in en 1994 pour 나의 가장나종 지니인것 Ma dernière possession
- Prix Daesan en 1997 pour 그 산이 정말 거기 있었을까 La montagne était-elle bien là ?
- Prix Hwang Sun-won en 2001 pour 그리움을 위하여 Pour la nostalgie